# Gare de Kornsjø
La gare de Kornsjø est une gare  de la ligne d'Østfold. Elle est située dans la commune de Halden, sur la frontière avec la Suède. La gare a été ouverte en 1879, mais n'est plus utilisée pour le transport de passagers. Malgré cela, elle reste la gare délimitant la fin de la ligne d'Østfold et la ligne Norge/Vänerbanan.
La gare centrale d'Oslo se trouve à 169,20 km.

## Patrimoine ferroviaire
L'ancien bâtiment voyageurs de la gare.

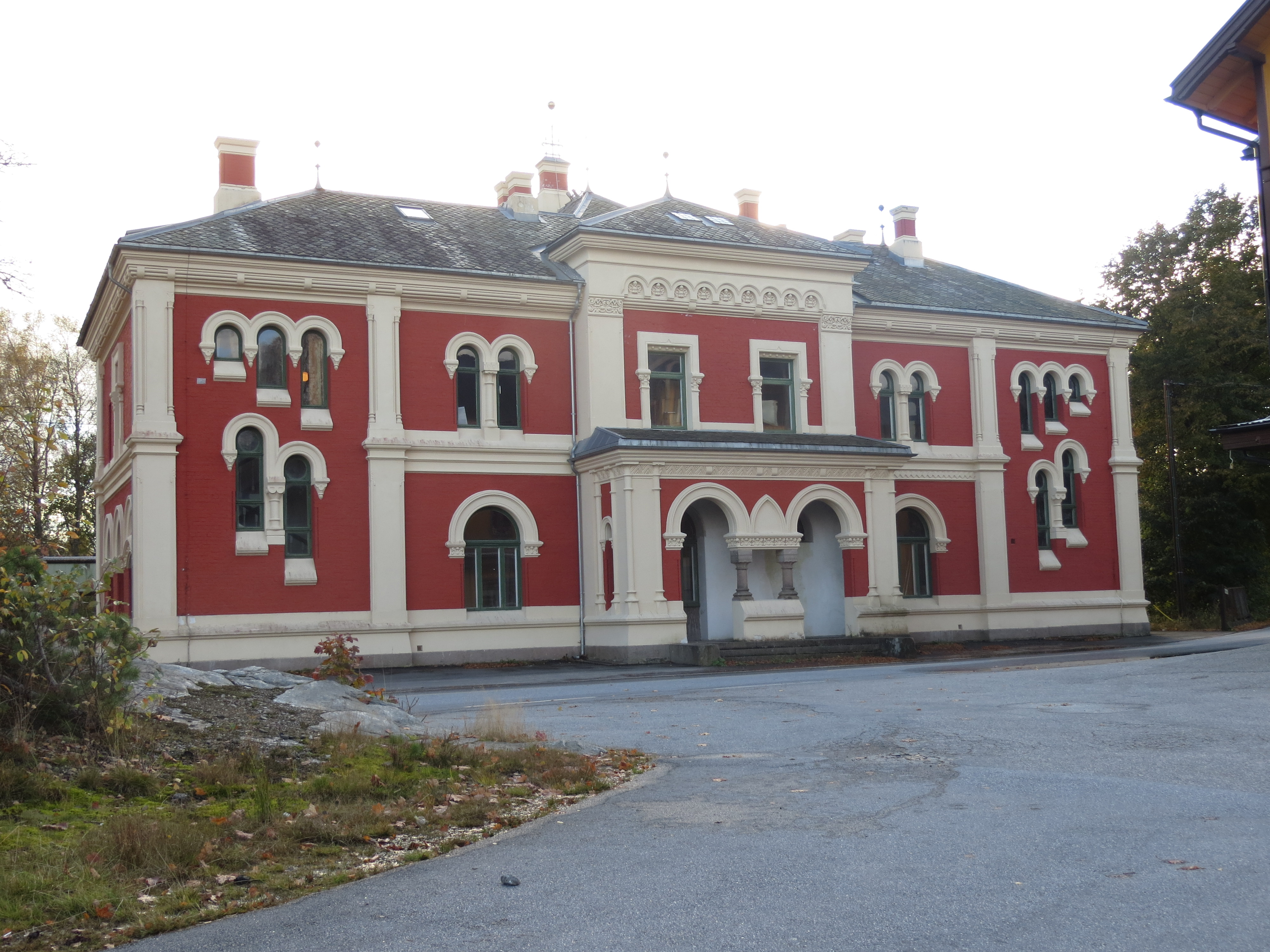
Façade extérieure en 2012.
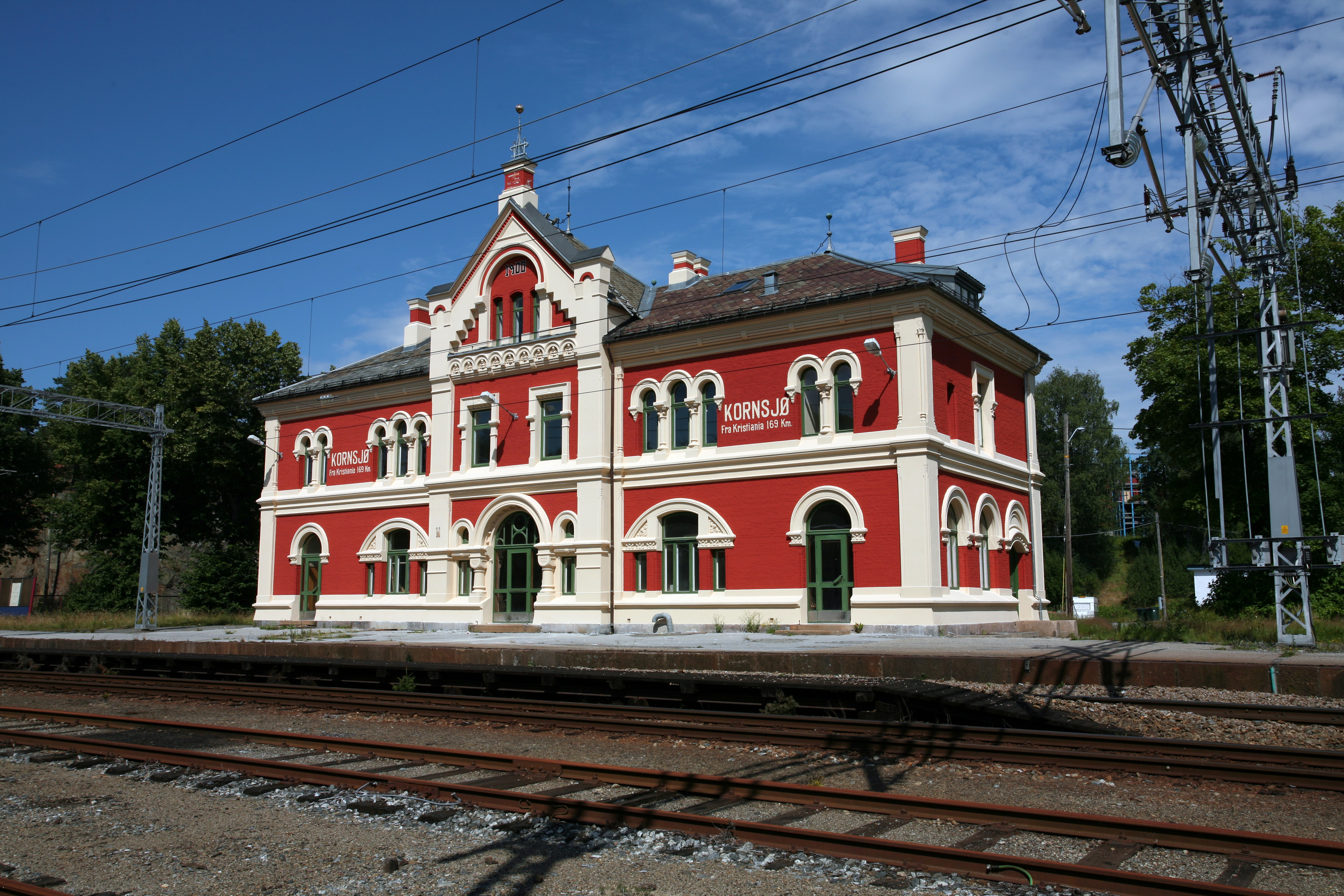
Façade du côté du quai en 2008.